# Libuše Šafránková
Libuše Šafránková (n. 7 iunie 1953, Brno, Cehoslovacia – d. 9 iunie 2021, Praga, Cehia) a fost o actriță cehă. Soțul ei a fost actorul Josef Abrhám.

## Biografie
A devenit faimoasă odată cu rolul principal din filmul din 1973, Trei alune pentru Cenușăreasa, care este considerat un film clasic de Crăciun în multe părți ale Europei. În anii 1970 și 1980, ea a jucat roluri principale în multe filme de basme. Printre filmele ei ulterioare se numără și filmul care a primit Premiul Oscar pentru cel mai bun film străin, Kolja (1996). Pentru rolul ei din acest film (Klára) a primit Premiul Leul Ceh pentru cea mai bună actriță în rol principal în 1996. În 2008 a primit premiul Hvězda mého srdce (Steaua inimii mele), acordat de Televiziunea Cehă. Ea a decedat în 2021, la două zile după ce a împlinit vârsta de 68 de ani.

## Filmografie
- 1971 Babička
- 1973 Trei alune pentru Cenușăreasa (Tři oříšky pro Popelku), regia Václav Vorlíček
- 1973 Přijela k nám pouť
- 1974 Cum să-l înecăm pe Dr. Mracek (Jak utopit doktora Mráčka aneb Konec vodníků v Čechách), regia Václav Vorlíček
- 1975 Atentatul de la Sarajevo (Sarajevský atentát), regia Veljko Bulajić
- 1975 Fratele meu are un frate formidabil (Muj brácha má prima bráchu), regia Stanislav Strnad
- 1975 Paleta lásky
- 1975 The Day That Shook the World
- 1976 Zâna apelor (Malá mořská víla), regia Karel Kachyňa
- 1976 Splynutí duší
- 1979 Un frate formidabil (Brácha za všechny peníze), regia Stanislav Strnad
- 1978 The Prince and the Evening Star (Princ a Vecernice)
- 1981 Run Waiter Run! (Vrchní, prchni!)
- 1981 Křtiny
- 1982 Al treilea prinț (Třetí princ), regia Antonín Moskalyk
- 1983 Prințul sării (Sůl nad zlato), regia Martin Hollý
- 1983 Svatební cesta do Jiljí
- 1983 Jára Cimrman Lying, Sleeping (Jára Cimrman ležící, spící)
- 1983 The Snowdrop Festival
- 1985 Sătucul meu (Vesničko má středisková), regia Jiří Menzel
- 1987 Zuřivý reportér
- 1989 Člověk proti zkáze
- 1991 The Elementary School (Obecná škola)
- 1991 Opera cerșetorilor (Žebrácká opera)
- 1992 The Necklace
- 1992 Královský život otroka
- 1993 Mătușa nemuritoare (Nesmrtelná teta), regia Zdeněk Zelenka
- 1993 Arabela se vrací
- 1996 Kolja (Kolja), regia Jan Svěrák
- 1997 Wonderful Years That Sucked
- 1999 All My Loved Ones
- 1999 Which Side Eden
- 2001 Elixir a Halibela
- 2003 Četnické humoresky
- 2008 Fišpánská Jablíčka
- 2011 Micimutr
- 2013 Don Juanii